# Araújos
Araújos es un municipio brasileño del estado de Minas Gerais. Su población es de 7568 habitantes (en 2008). La ciudad de Araújos tiene su economía basada en las industrias têxtil, del calzado y agropecuaria.
Las principales industrias son:
Dhallyfa (del calzado),
Luluzinha/Pitoco Filhote (textil),
Gabriela Acuarela (textil),
Brincalhando (textil),
Dennales (del calzado),
Patrón/Padrãozinho (del calzado),
Zalya(del calzado),
Sancili(del calzado),
Danper (del calzado),
Alinhavo (textil),
Marcial (del calzado),
Central tirinhas (componentes para calzados);
La ciudad tiene como principales fuentes de turismo la fiesta de Nuestra Señora del Rosário, y el Lago del Funil.
La ciudad tiene cuatro escuelas:
José Manoel- 5.º año (de educación fundamental) hasta 3.º año (de enseñanza media),
Percília Leonardo- 1.º año al 5.º año (de educación fundamental),
Raimundo novato- Preescolar,
Doña Saninha(Castelinho)- Preescolar y 1.º al 4.º año(de educación fundamental),
Una guardería:
Guardería Santa Terezinha del Niño Jesús
Y Una Apae - Escuela Especial Maria Luisa Santiago